# Stephen Hansen Stephanius
Stephen Hansen Stephanius, född den 23 juli 1599, död den 22 april 1650, var en dansk historiker, son till Hans Stephensen, dotterson till Peder Jensen Vinstrup.
Stephanius  blev 1630 professor i Sorö och 1639 kunglig historiograf. Han utgav Svend Aagesens skrifter på latin 1642 och Saxo Grammaticus 1644 (med ett band anmärkningar 1645) samt fortsatte Niels Krags Annales Christiani III (för åren 1550-59), vilka 1737 utgavs av Hans Gram och 1776-79 översattes av Sandvig. Hans samling kopior av källskrifter till Danmarks medeltidshistoria blev ett viktigt förarbete till Langebeks edition av Scriptores. Stephanius boksamling såldes 1652 till M.G. De la Gardie och är nu införlivad med kungliga biblioteket i Stockholm.